# Grönt rotfly
Grönt rotfly (Staurophora celsia) är en fjärilsart som beskrevs av Carl von Linné 1758. Grönt rotfly ingår i släktet Staurophora och familjen nattflyn. Arten är reproducerande i Sverige. Inga underarter finns listade i Catalogue of Life.

## Bildgalleri

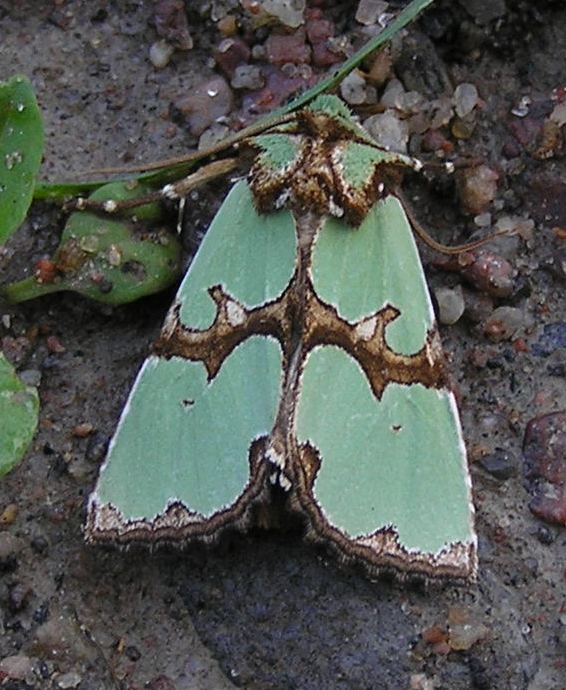